# Escuintla (Guatemala)
Escuintla város Guatemala déli részén, az azonos nevű, Escuintla megye székhelye. Az ország egyik legnagyobb városa, lakossága kb. 100 ezer fő.
Fontos közúti csomópont; itt keresztezi egymást a fővárosból San José kikötőjébe tartó út és a hegyek lábánál vezető pánamerikai út. A várostól délre ágazik el a vasút is.
A régióban többek közt cukornádat, dohányt termesztenek és szarvasmarhát tenyésztenek.

## Fordítás
- Ez a szócikk részben vagy egészben  az   Escuintla című német Wikipédia-szócikk fordításán alapul.  Az eredeti cikk szerkesztőit annak laptörténete sorolja fel. Ez a jelzés csupán a megfogalmazás eredetét és a szerzői jogokat jelzi, nem szolgál a cikkben szereplő információk forrásmegjelöléseként.